# David Meza
David José Meza Salgado (San Francisco de Becerra, Departamento de Olancho, Honduras, 13 de febrero de 1987) es un futbolista hondureño. Juega de mediocampista y su equipo actual es el Yoro FC de la Liga Nacional de Honduras.

## Selección nacional
En septiembre de 2010, Juan de Dios Castillo lo convocó para los juegos amistosos contra Nueva Zelanda y  Guatemala. Debutó en el juego ante Guatemala que terminó con un resultado de 2-0 a favor de Honduras.

## Clubes
| Club          | País     | Año             | Partidos | Goles |
| ------------- | -------- | --------------- | -------- | ----- |
| Platense      | Honduras | 2007 - 2011     | 125      | 5     |
| Marathón      | Honduras | 2012 - 2013     | 67       | 3     |
| Olimpia       | Honduras | 2014 - 2016     | 40       | 1     |
| Real Sociedad | Honduras | 2017 - Presente | 11       | 0     |

## Palmarés

### Campeonatos nacionales
| Título                    | Club    | País     | Año  |
| ------------------------- | ------- | -------- | ---- |
| Liga Nacional de Honduras | Olimpia | Honduras | 2014 |
| Supercopa (Clausura)      | Olimpia | Honduras | 2014 |
| Copa de Honduras          | Olimpia | Honduras | 2015 |
| Liga Nacional de Honduras | Olimpia | Honduras | 2015 |
| Liga Nacional de Honduras | Olimpia | Honduras | 2016 |